# 兔猴科
兔猴科（Adapidae）是多樣及已滅絕的靈長目，主要於5500-3400萬年前始新世開始演化的。當中一個專有的亞洲特有種（西瓦兔猴）生存至中新世。兔猴科的化石主要在北美洲、歐洲、亞洲及非洲發現。牠們是始新世兩類分佈至全北區的靈長目之一，另一類則是始鏡猴科。
大部份兔猴科的特徵包括細小的眼眶、長吻突、適合吃葉或果實的頰齒、並相對較重的身型（一般重於1公斤）。但是於始新世早期至中期的歐洲特有種（如Anchomomys）則很細小，少於約250克，並且是部份吃昆蟲的。在如假熊猴屬及兔猴屬等都有細小的眼眶，可見牠們可能是白天活動的。始新世末期歐洲最少有一類兔猴科（原懶猴屬）有大的眼眶，並可能是晚間活動的。
就像現存的靈長目，兔猴科有可以抓住東西的手及腳，手指及腳趾上有指甲而非爪。顱後骨骼顯示大部份兔猴科都是樹上棲息及四足行走的。北美洲的假熊猴屬有極長的指，顱後部份則像現今的狐猴。另外，有些學者始新世末期歐洲有一類兔猴科適合懸掛及攀爬。
兔猴科的分類及演化關係被受爭議，但卻有足夠的證據證明牠們是屬於原猴。從兔猴科的腳跟及手腕有現今原猴的衍生相似性。不過，兔猴科缺乏了原猴的獨特性，如齒梳子、二趾上的爪、縮小了的內頸動脈等。

## 外部連結
- https://web.archive.org/web/20091020033631/http://geocities.com/CapeCanaveral/Lab/8932/Adapidae.html
- Mikko's Phylogeny Archive